# Boris Lvovich Vannikov
Boris Lvovich Vannikov (tiếng Nga: Бори́с Льво́вич Ва́нников; 26 tháng 8 năm 1897, tại Baku, Đế quốc Nga - ngày 22 tháng 2 năm 1962, tại Moskva, Liên Xô) là một chính khách và tướng lĩnh Liên Xô, hàm Thượng tướng.
Vannikov là Ủy viên nhân dân phụ trách Công nghiệp Quốc phòng từ tháng 12 năm 1937 đến tháng 1 năm 1939 và Ủy viên nhân dân về Vũ trang từ tháng 1 năm 1939 đến tháng 6 năm 1941. Ngày 7 tháng 6 năm 1941, Vannikov bị bắt vì "không thực hiện nhiệm vụ". Tuy nhiên, khi cuộc chiến với Đức bắt đầu vào ngày 22 tháng 6, Vannikov được trả tự do vào ngày 25 tháng 7 năm 1941, sau đó được bổ nhiệm làm Ủy viên nhân dân về Đạn dược từ tháng 2 năm 1942 đến tháng 6 năm 1946. Ông là một trong số hiếm hoi nạn nhân của Cuộc Thanh trừng Hồng quân 1941 may mắn được trả tự do không lâu sau khi bị bắt.
Từ năm 1945 đến năm 1953, Vannikov là Trưởng Ban 1 của Hội đồng Dân ủy Liên Xô. Ở vị trí này Vannikov làm việc dưới sự lãnh đạo trực tiếp của Lavrenty Beria, giám sát dự án bom nguyên tử của Liên Xô.
Vannikov ba lần được phong là Anh hùng Lao động Xã hội Chủ nghĩa (1942, 1949 và 1954), và hai lần được trao Giải thưởng Stalin (1951 và 1953). Sau khi Beria bị bắt và qua đời vào năm 1953, Vannikov được chuyển sang làm Thứ trưởng thứ nhất của Bộ Chế tạo Máy trung bình (gồm các Ban 1, 2 và 3 được hợp nhất và là tên mã được chỉ định cho R&D và sản xuất hạt nhân ở Liên Xô). Ông nghỉ hưu năm 1958.

## Giải thưởng
- Ba lần Anh hùng Lao động xã hội chủ nghĩa (06/03/1942[2]; 29/10/1949; 01/04/1954)
- Sáu Huân chương Lenin (23/02/1939; 06/03/1942; 08/05/1944; 09/06/1947; 09/11/1956; 16/09/1957)
- Huân chương Suvorov hạng I (09.16.1945)
- Huân chương Kutuzov hạng I (18/11/1944)
- Giải thưởng Stalin (2 lần, 06.12.1951 và 31.12.1953)